# Birgitz
Birgitz je obec v Rakousku ve spolkové zemi Tyrolsko v okrese Innsbruck-venkov.
V obci žije přibližně 1 500 obyvatel.

## Geografie
Obec se nachází mezi městy Axams a Götzens. Hlavní obydlená část Birgitz leží na nízké horské terase asi deset kilometrů jihozápadně od Innsbrucku, na úpatí Kalkkögel s 2404 m vysokou horou Saile (Nockspitze). K obci patří také usedlosti Kristenhöfe za potokem Axamer Bach a území podél horské cesty k Birgitzer Alm.
Obec má rozlohu 4,78 km². Čtvrtinu z toho tvoří zemědělská půda, něco přes šedesát procent lesy a čtyři procenta vysokohorské pastviny.
Obec sousedí
|       | Kematen in Tirol | Völs    |
|       |                  |         |
| Axams |                  | Götzens |

## Historie
Na zalesněném kopci Hohe Birga se v 1. století př. n. l. nacházela rétská osada s asi 30–50 obyvateli. Při dobývání Tyrolska Římany na konci 1. století byla osada vypálena. Znovu byla osídlena až ve středověku.
První písemná zmínka o Purgitz pochází z roku 1286. Vychází z předřímského *burguciu (vysoko ležící místo), které původně označovalo pouze Hohe Birga. V roce 1313 je Birgitz doložen jako samostatná daňová a pozemková obec v rámci dvora Axams. Kolem roku 1400 vlastnil klášter Frauenchiemsee devět statků na území dnešní obce. Ve středověku a raném novověku vlastnil majetek v Birgitz také premonstrátský klášter Wilten.
V 17. století byla vesnice několikrát postižena morem. Obyvatelé Axamu nedovolili lidem z Birgitzu chodit do tamního kostela a pohřbívat své mrtvé z obavy před nákazou. Z této doby pochází první kostel v Birgitzu. Mor spolu s několika sesuvy půdy a záplavami přiměly obyvatelstvo obce v roce 1727 složit slib, který se drží dodnes, že nebudou slavit karneval.
Birgitz je od roku 1811 samostatnou politickou obcí.
Zástavba volných prostranství, která začala v šedesátých letech 20. století, vedla ke geografickému splynutí se sousední východní obcí Götzens. Od té doby obec získala na významu jako rezidenční obec pro dojíždějící do spádové oblasti Innsbrucku.

## Památky v obci

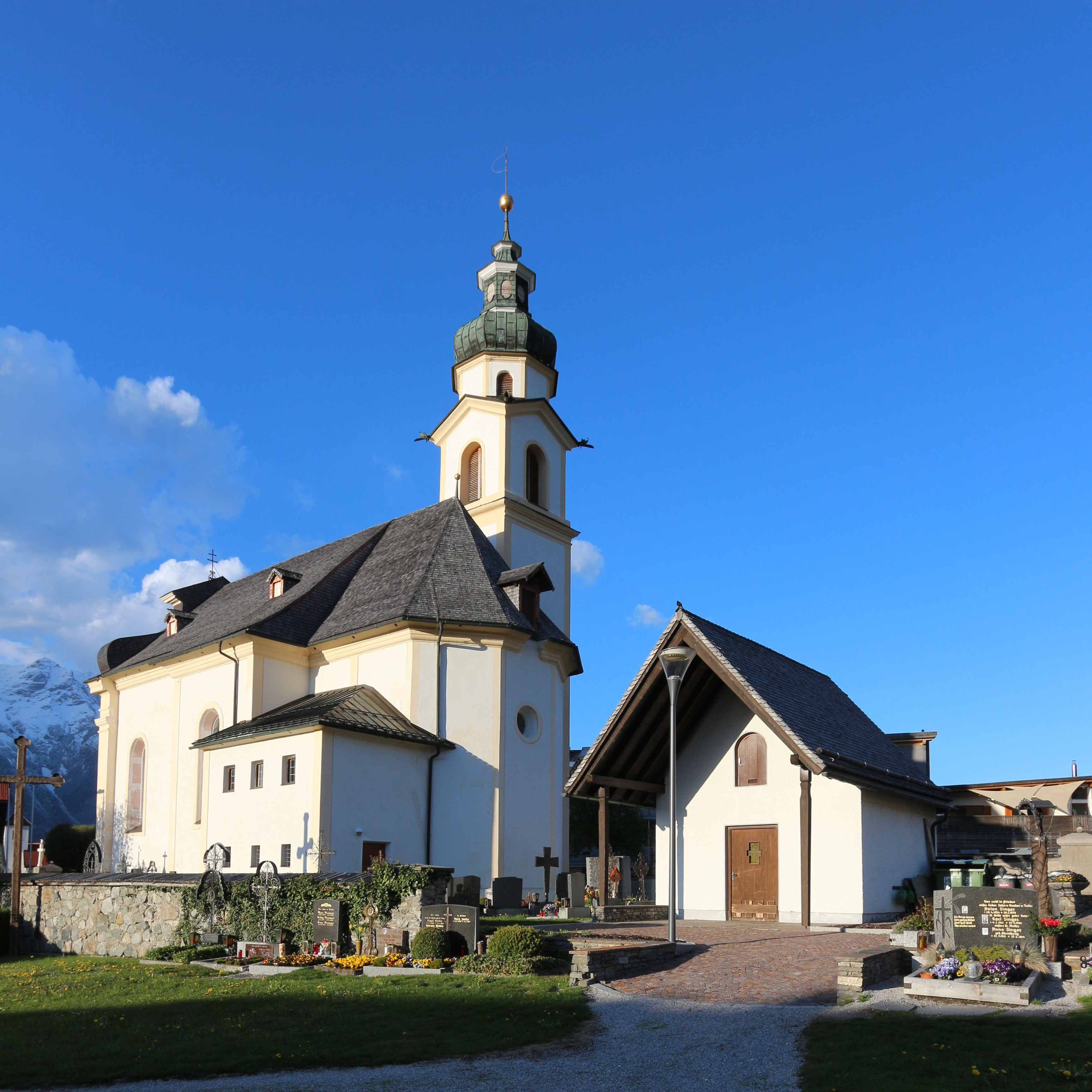
Farní kostel v Birgitz

- Katolický farní kostel Birgitz Mariä Heimsuchung: Kostel byl postaven v letech 1727–1728 na místě menšího kostela stavitelem Gallusem Gratlem v Rokokovém slohu. Oltáře také pocházejí z tohoto období. V roce 1970 byl kostel obnoven, hřbitov rozšířen a postavena márnice. V roce 2008 následovala rekonstrukce interiéru budovy kostela.
- Rätermuseum: Muzeum se zabývá vykopávkou Hohe Birga.[8]

## Znak
Blason: štít stříbrný a zelený šikmo vlevo dělený stupni, v zeleném poli stříbrná fibula.
Znak byl obci udělen v roce 1972. Zelené stupně v erbu symbolizují terasovité území zvané Riesenstiege v obci Birgitz. Keltská brož poukazuje na rozsáhlé předkřesťanské sídlištní nálezy v obci.

## Osobnosti
- Gregor Fritz (1693–1774) – barokní sochař
- Emil Strohal (1844–1914) – právník
- Heinrich Kühn (1866–1944) – fotograf
- Ernst Reyer (* 1947) – malíř
- Harald Haller (* 1975) – umělec
- Manuel Fettner (* 1985) – skokan na lyžích